# 黑門山上的劇團
黑門山上的劇團（英文：Workshop in Heaven）成立於1996年8月5日。

## 獲頒獎項
- 《採花女》獲2011年第四屆藝穗節{戲劇中的戲劇}首獎。
- 《醫院風雲之我的右腿》、《美味ㄩˋ便當》、《豆漿大王》、及《愛情戲劇遊樂園》獲選參加行政院文化建設委員會所舉辦基層巡演。
- 2004年、2006年、及2007年獲得文建會評選為「優良扶植團隊」[1][2]。

## 舞台劇作品
- 1996年：《眼神》
- 1997年：《要高興唱著歌》，《公園》
- 1998年：《大戀愛家》
- 1999年：《推銷員之死--台灣版》，《交換ＥＰ》
- 2000年：《約瑟的真愛風雲》，《天使的時間》，《家庭生活》
- 2001年：《醫院風雲之我的右腿》，《愛情大亂鬥》
- 2002年：《美味ㄩˋ便當》，《披薩永和起司遠》
- 2003年：《新十三角關係》，《豆漿大王》
- 2004年：《不合作賽局》，《煞不了的愛》
- 2005年：《關於古董店的男人傳說—福星添丁》，《人民公敵》
- 2006年：《戲劇原理》(《愛情戲劇遊樂園》)，文建會《台灣青年》，《死亡計劃》
- 2007年：《Flora》，《天下第一包》
- 2008年：《仲介愛情》，《好漢》
- 2010年：《男人不能》
- 2011年：《採花女》，《大基督徒家》，《雙面愛情》
- 2012年:《菜市場名雅婷的美麗與哀愁》
- 2013年:《環島物語》
- 2014年《You are mine》
- 2015年《你的眼神》
- 2016年《祭司長的黑名單》，《靠！爸》，《雙十年華》，《有請耶穌基督降生》
- 2017年《靠！爸2 戀戀瘋城》，《青春十光》
- 2018年《公園封箱版》
- 2019年《搖櫓白蛇傳》
- 2020年《載我回家》

## 外部連結
- 黑門山上的劇團的Facebook專頁